# Mario Pašalić
Mario Pašalić, född 9 februari 1995, är en kroatisk fotbollsspelare som spelar för Atalanta.

## Klubbkarriär
Den 25 juli 2018 lånades Pašalić ut till italienska Atalanta på ett låneavtal över säsongen 2018/2019. Den 3 juli 2019 förlängde Pašalić sitt kontrakt i Chelsea till 2022 och blev samtidigt utlånad för en andra sejour till Atalanta.

## Landslagskarriär
Pašalić debuterade för Kroatiens landslag den 4 september 2014 i en 2–0-vinst över Cypern.